# Ворсинка (Бакалинский район)
Ворсинка (баш. Ворсинка) — деревня в Бакалинском районе Башкортостана, относится к Староматинскому сельсовету. 

## История
Название происходит от фамилии Ворсин
.
С 2005 современный статус.
Статус деревня, сельского населённого пункта, посёлок получил согласно Закону Республики Башкортостан от 20 июля 2005 года N 211-з «О внесении изменений в административно-территориальное устройство Республики Башкортостан в связи с образованием, объединением, упразднением и изменением статуса населенных пунктов, переносом административных центров», ст.1

6. Изменить статус следующих населенных пунктов, установив тип поселения — деревня…

7) в Бакалинском районе: 

в) поселка Ворсинка Новоматинского сельсовета
В 2008 году, после упразднения Новоматинского сельсовета, включена в состав Староматинского сельсовета (Закон Республики Башкортостан от 19.11.2008 N 49-з «Об изменениях в административно-территориальном устройстве Республики Башкортостан в связи с объединением отдельных сельсоветов и передачей населённых пунктов», ст.1 п.6) ж)).

## Географическое положение
Расстояние до:
- районного центра (Бакалы): 25 км,
- ближайшей ж/д. станции (Туймазы): 100 км.

## Население
| 2002 | 2009 | 2010 |
| ---- | ---- | ---- |
| 21   | ↘15  | ↘14  |

Национальный состав
Согласно переписи 2002 года, преобладающие национальности — кряшены (67 %), русские (33 %).